# Riccardo Carafa della Stadera

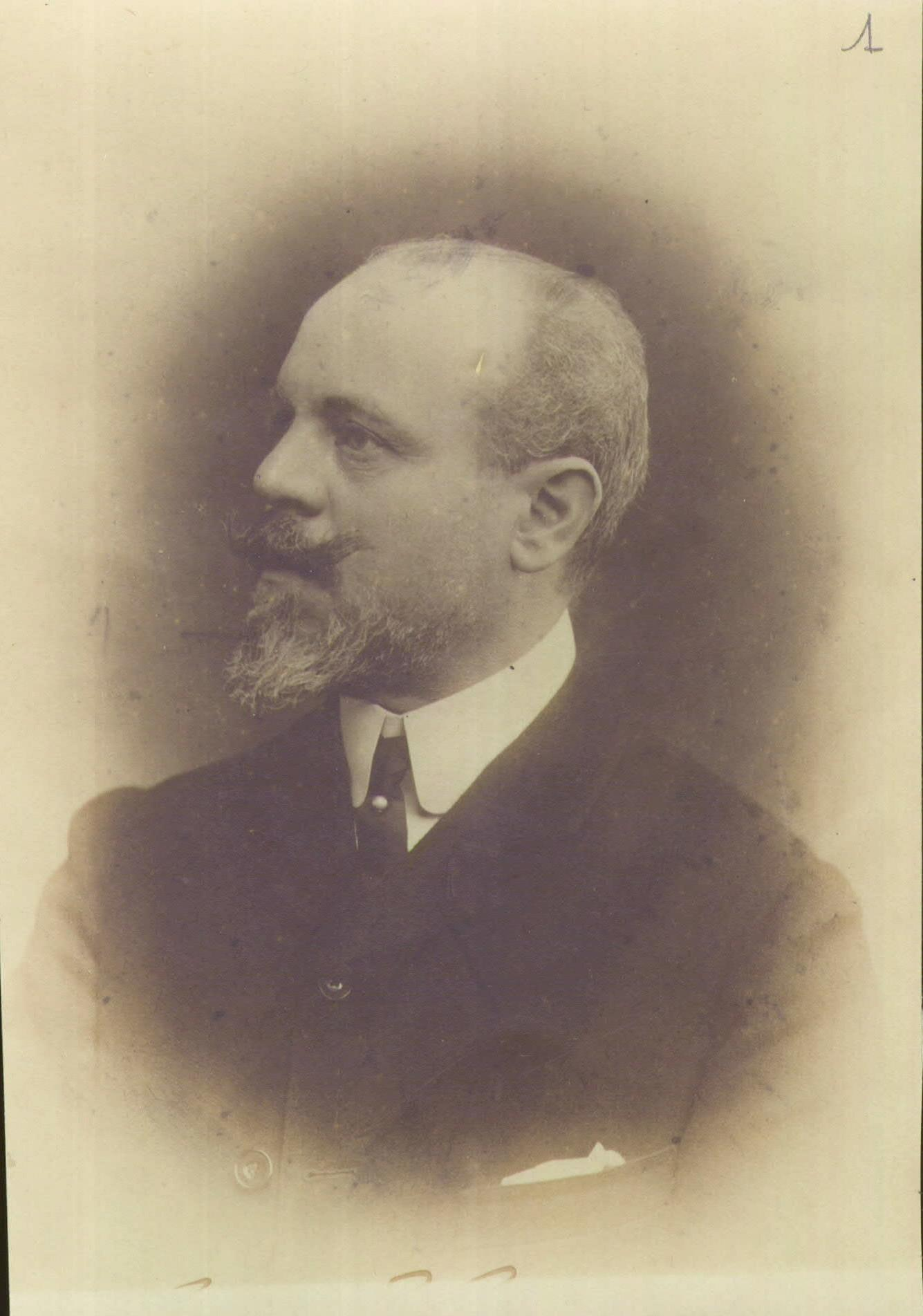
Riccardo Carafa della Stadera (1920)

Riccardo Carafa della Stadera Herzog von Andria und von Castel del Monte (Marchese di Corato, Conte di Rudo, Signore di Paternò) (* 12. Dezember 1859 in Neapel; † 19. Oktober 1920 in Bologna) war ein italienischer Kavallerist, Senator, Schriftsteller, Verleger, Sportfunktionär, Sportjournalist und Mitglied des Internationalen Olympischen Komitees.

## Leben
Nach Besuch er Militärakademie in Neapel schloss er sich der Kavallerie an, gehörte aber meist zur Reserve. Er gründete mit Freunden die Zeitschrift Napoli nobilissima und begann als erfolgreicher (Sport)Journalist bei dieser. Zudem schrieb er Dramen und Romane. Als Erbprinz verwaltete er zudem das umfangreiche Familienvermögen, was er auch als Mäzen verwendete. Er war mit Enrichetta Capecelatro, einer Hofdame von Margarethe von Italien, verheiratet. Als Mario Adinolfo Lucchesi-Palli als IOC-Gründungsmitglied schon nach drei Monaten zurücktrat, schlug er seinen sportlichen neapolitanischen Bekannten vor, der ein guter Reiter und Fechter war, dem Regio Yacht Club angehörte und als Herzog Pierre de Coubertins Kriterien entsprach. Riccardo Carafa leitete die italienische Delegation bei den Ersten Olympischen Sommerspielen in Athen. 1898 gab er die Tätigkeiten als Journalist und Schriftsteller sowie die IOC-Mitgliedschaft auf und konzentrierte sich auf eine politische Laufbahn als Mitglied der (moderaten) Katholischen Partei. Er wurde Stadtrat von Neapel und Mitglied des Provinzialrates, 1902 wurde er Regionalpräsident. Nach Auseinandersetzungen über Fragen der Wirtschaftspolitik trat er zur Liberalen Partei über und wurde 1904 als Mitglied des Senats ernannt. Er setzte sich für ein Kolonialreich Italiens ein und gehörte im Rang eines Kapitäns als Freiwilliger dem Generalstab im Libyen-Feldzug 1911 an. Er setzte sich für die Teilnahme Italien am Ersten Weltkrieg ein und hielt 1918 seine letzte Rede im Senat. 1920 verstarb er in Folge einer Operation.

## Werke
- La Figlia di Ninotta. Commedia in 5 atti. Neapel 1892.
- Ettore Carafa, conte di Ruvo : monografia storica. Rom 1886.
- Gli ultimi d’Alcamo 1893.
- Pittori a Napoli nella seconda metà de settecento. Neapel 1901.
- Invano. Trani 1899[4]
- Margherita di Savoia, prima regina d’Italia (la sua vita e i suoi tempi). Rom 1912.
- Le isole dell’Egeo occupate dalle armi italiane. Como 1913.
- La guerra libica. Rom 1914.

## Ehrungen
- Ritterorden der hl. Mauritius und Lazarus (Ritter) 11. Juni 1893
- Ritterorden der hl. Mauritius und Lazarus (Komtur) 15. Februar 1912
- Ritterorden der hl. Mauritius und Lazarus (Großkreuz) 1918
- Orden der Krone von Italien (Ritter)
- Ehrenlegion (Offizier)